# Dorians
Dorians er en armensk sanggruppe, som repræsentere Armenien til Eurovision Song Contest 2013 i Malmø, Sverige med sangen "Lonely Planet".

## Medlemmer
- Gor Sujyan
- Gagik Khodavirdi
- Arman Pahlevanyan
- Edgar Sahakyan
- Arman Jalalyan